# Heiligtum des Bel

Das Heiligtums des Bels liegt in der nordwestlichen Ecke der Stadt (grünes Rechteck).

Das Heiligtum des Bel ist ein Heiligtum für den Gott Bel oder  Baal in Dura Europos, das zwischen dem 2. Jahrhundert v. Chr. und dem 3. Jahrhundert n. Chr. genutzt wurde. Es besteht aus einer einzigen Halle oder Hof, der etwa 12 × 10 m groß ist und dessen Dach im Inneren von vier Säulen gestützt wurde. 
Das Heiligtum wurde 1989 und 1990 durch ein franco-syrisches Team in der Insual M5 in der Mitte der Stadt ausgegraben, das ab 1986 die Ausgrabungen aus dem frühen 20. Jahrhundert wieder aufnahm. Der Fund des Heiligtums gehört zu den wichtigeren neueren Funden.
Es konnten bei den Ausgrabungen drei Bauphasen am Ort des Baues unterschieden werden. In parthischer Zeit befand sich hier wahrscheinlich eine einfache Wohnbebauung. Am Ende der parthischen Herrschaft (um 166 n. Chr.) oder zu Beginn der römischen Herrschaft wurde hier ein Hof mit vier Säulen errichtet. Die Säulen bildeten wahrscheinlich einen Portikus. Es gab Bänke an allen Wänden. Eingänge befanden sich an der Nordseite zur Hauptstraße hin und an der Ostseite. An der Südseite, gegenüber dem Haupteingang, wurde ein Altar errichtet und hier fand sich auch ein Relief, das dem Bel (von Palmyra) geweiht war. Die Wand hinter dem Altar war bemalt und zeigte mindestens drei stehende Figuren. Eine dritte Bauphase datiert in die Mitte des dritten Jahrhunderts n. Chr. In dieser Zeit waren große Teile von Dura Europos in ein Militärlager verwandelte worden. Der Bau erhielt nun drei Pfeiler. Es scheint, dass der Bau nun als Lager für Militärs genutzt wurde.
Das Relief zeigt Bel in der Mitte, links steht eine Person mit einem Weihrauchaltar, rechts von der Gottheit steht eine Person in einem Tempel. Der frontal dargestellte Gott ist bartlos und barfuß. Er hält in jeder Hand eine Standarte und trägt eine Krone in zylinderform. Unterhalb der Szene befindet sich eine palmyrische Inschrift. Danach ist das Relief dem Bel geweiht. Der Name des Weihenden ist nicht erhalten. Sein Vater hieß Schalmann, sein Großvater Yalqut. Yalqut ist ein sabatäischer Name, der andeutet, dass die Familie des Stifters aus dem arabischen Raum stammte. Das Relief ist in das Jahr 787 der Seleukidischen Ära, was dem  Jahr 475 entspricht, datiert. Dies ist jedoch unmöglich. Es scheint sich um eine Verschreibung vom Jahr 384/5 zu handeln, was dem Jahr 72/73 n. Chr. entspricht und auch zum Stil des Reliefs passt.